# 伍朝樞
伍朝枢（1887年5月23日—1934年1月2日），字梯雲，祖籍廣東新會，生於天津。乃香港首位華人律師、前清法律修訂大臣及民國外交部長伍廷芳之子；曾一度就任國民政府司法院長，辭任後赴港定居，1934年（民國23年）病逝，時年46歲。

## 生平
伍朝枢1887年5月23日（清光绪十三年闰四月初一）生于天津。 《造化元钥评注》则记为1887年6月6日（清光绪十三年闰四月十五日酉时）出生。 1896（光緒22年）年，廷芳被派為駐美公使，次年隨父赴美。初在美國华盛顿城的福爾斯小學肄業。十五歲，入西區高等小學。十七歲，入大西洋城之高等學校。1905年（光緒31年），年十九，畢業返國，任廣東勞工局及農工實業兩局委員，各歷二年。1908年（光緒34年），官費派送英國留學，入倫敦大學，研究法律，三年後以第一名畢業，得法學士學位。旋入林肯法律研究院，畢業後應英國大律師試，復冠其曹。
民國元年（1912），投书英国泰晤士報＂Appeal for The Recogniation of China＂，籲請各国承认民国，由英返國，5月，就任湖北都督府外交司長。7月，伍廷芳在上海卷入轮船招商局改组一案，伍朝枢为此前往上海，协助父亲解决该案。9月，赴北京充外交部條約委員會會長。翌年，膺選第一屆眾議院广東議員。1914年春，袁世凱解散國會，遂遷任為憲法起草委員會委員，兼外交部條約審查委員會委員。同年夏，任總統府顧問。1915年，任國務院參議兼外交部參事。1916年（民国5年）1月，反对袁世凱称帝，辞職回到家乡。袁世凱死去後，伍朝枢复归北京政府，任外交部参事。1917年，府院之争中，伍朝枢支持总統黎元洪，与国務总理段祺瑞对立。7月，張勳復辟，國會二度被解散，孫中山率海軍及國會議員南下，開展護法運動；9月，廣州軍政府成立，廷芳任外交總長，被任為外交次長，兼總務廳廳長。
1919年1月6日，孫中山函林森、徐謙、胡漢民，望設法疏通伍朝樞出席巴黎和會:1040。後代表廣州政府赴法，參與巴黎和會，拒簽凡爾賽和約，事竣返國。1921年5月，國父就任非常大總統，仍任外交次長。11月，北京政府派為华盛顿会議出席代表，辭不就。1922年3月赴奉和張作霖會面，代表南方商議討直事宜。陳炯明发动六一六事变，伍廷芳、伍朝枢父子支持孫文。6月23日，父廷芳病逝，居喪盡禮，徙居滬濱。1923年3月國父組織陸海軍大元帥大本營，任大本營外交部部長。1924年1月，中國國民黨改組，任中央黨部商民部長、中央執行委員會政治會議委員兼秘書。3月再度赴奉和張作霖討論合作問題。1923年（民国12年）3月，击败陳炯明的孫文设立了陸海軍大元帥大本营，伍朝枢任外交部長，负责准备孫文的对外宣言的英文原稿。1924年（民国13年）1月，出席中国国民党第一次全国代表大会。2月就任商民部長，8月就任政治委員会秘書長。但伍朝枢并不支持孫文的三大政策，对此采取消极立场。1925年7月，國民政府成立於廣州，任國民政府委員、司法委員會主席、廣州市市政委員長。適沙基慘案之後，粵、港罷工，亙十七日，苦心調護，措置悉當，規劃市政，綱舉目張，聲聞益著；7月，軍事委員會成立，為委員之一。1926年3月，中山艦事件发生，蒋介石同汪兆銘（汪精衛）、胡漢民对立，伍朝枢支持後者。同年5月，因在政争中敗北，伍朝枢辞任，赴上海。
1927年5月，任南京國民政府外交部長；9月15日，寧漢復合，國民政府改組，仍任外交部長，兼中央政治會議委員。11月，向各国发表撤废不平等条約的宣言。此後，继任的外交部长们努力从事撤废不平等条約的外交交涉。1928年1月，奉派赴美，任改訂條約專使。2月，免外長職，由黃郛繼任。旋與胡漢民、孫科赴歐美各國遊歷，道出新加坡，遇刺未中。7月，伍朝枢出任国民政府的全权代表，同美国交涉条約改正事宜。1929年1月，國民政府派為駐美公使，进一步同美国交涉，缔结新的条約。但其代表中国提出的完全恢复关税自主权、撤销領事裁判权的要求均被拒絶。9月，國際聯盟第十屆大會在日內瓦舉行，當選大會副會長。1930年9月，再被任命為我國首席全權，出席國聯十一屆大會。1931年）4月，胡漢民遭蒋介石軟禁，汪兆銘、孫科乃在广州召开非常会議。5月，美國密苏里大学贈以法學博士學位。6月粵變發生，辭職回國，任廣東之國民政府委員。九一八事變後，寧粵兩方開和平會議於上海，被推為六代表之一，赴滬參加和議，會畢返粵，任廣東省政府主席。1932年1月，國民政府任為司法院院長，辭不就。3月，就任瓊崖特區長官。
1934年（民国23年）1月2日，伍朝枢在香港西營盤興漢道3號宅邸因出血性腦中風病逝，享年46岁。其後，他葬于广州市越秀公园其父伍廷芳墓旁。

## 延伸阅读
[在维基数据编辑]
 在维基文库阅读此作者作品（ 在维基共享资源阅览影像）
 《游美同學錄·伍朝樞》，出自《游美同學錄》
| 前任：（創設） | 南京国民政府常務委員1927年4月—9月 （集体领导制：胡漢民、古应芬、 張静江） | 繼任：集体领导制：汪兆銘等5人 |

| 前任：胡漢民 | 外交部部長1927年5月11日—1928年2月10日 （1928年1月3日起郭泰祺代理） | 繼任：黄郛 |

| 前任：王寵惠 | 司法院院長1931年12月29日—1932年5月21日 | 繼任：居正 |